# Маньи-ла-Фос
Маньи-ла-Фо́с (фр. Magny-la-Fosse) — коммуна во Франции, находится в регионе Пикардия. Департамент коммуны — Эна. Входит в состав кантона Боэн-ан-Вермандуа. Округ коммуны — Сен-Кантен.
Код INSEE коммуны — 02451.

## Население
Население коммуны на 2010 год составляло 128 человек.
| 1962 | 1968 | 1975 | 1982 | 1990 | 1999 | 2010 |
| ---- | ---- | ---- | ---- | ---- | ---- | ---- |
| 128  | 139  | 131  | 145  | 160  | 141  | 128  |

## Экономика
В 2010 году среди 92 человек трудоспособного возраста (15—64 лет) 69 были экономически активными, 23 — неактивными (показатель активности — 75,0 %, в 1999 году было 64,4 %). Из 69 активных жителей работали 60 человек (33 мужчины и 27 женщин), безработных было 9 (2 мужчин и 7 женщин). Среди 23 неактивных 7 человек были учениками или студентами, 7 — пенсионерами, 9 были неактивными по другим причинам.